# La piel que habito

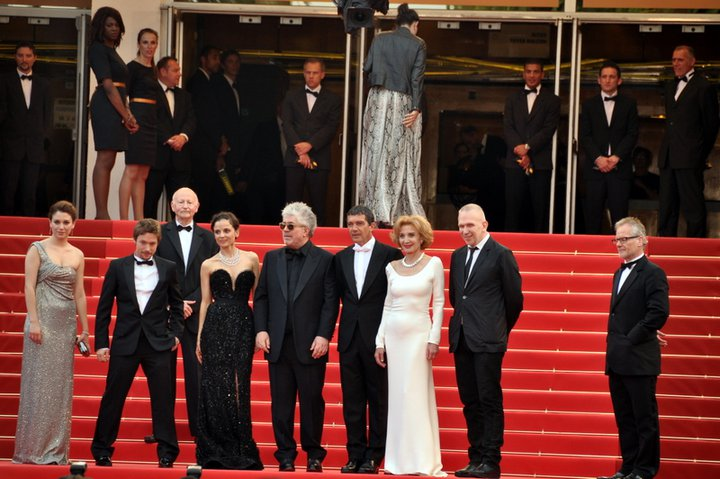
De cast van La piel que habito in Cannes (2011)

La piel que habito is een film uit 2011 van de Spaanse filmregisseur Pedro Almodóvar en lichtjes gebaseerd op de roman Mygale (1984) van de Franse schrijver Thierry Jonquet.
De film gaat over de briljante chirurg Robert Ledgard (Antonio Banderas), die er sinds de gruwelijke dood van zijn geliefde zijn levenswerk van heeft gemaakt om een kunsthuid te kweken die immuun is voor brandwonden en insectenbeten.
De film werd genomineerd voor een Gouden Palm in 2011. In 2012 won de film de BAFTA voor beste anderstalige film.

## Verklaring titel
De vertaling van de titel La piel que habito naar het Nederlands luidt: De huid waarin ik leef/woon en verwijst naar meerdere aspecten uit de film.
Allereerst naar de hoofdpersoon Vera Cruz, die letterlijk door transplantatie een andere huid heeft gekregen en in een getransformeerd lichaam leeft. Zij leeft opgesloten in een kamer in het huis van de chirurg, die haar huid en lichaam heeft gecreëerd.
Figuurlijk wordt de titel versterkt doordat zij gekleed is in een bodystocking die als tweede huid fungeert, en een gezichtsmasker draagt. 
Ook verwijst de titel in algemenere zin naar de letterlijke en figuurlijke verkleedpartij en vermommingen waarin mensen zich in het dagelijksleven aan anderen tonen. Dit wordt in de film onder andere versterkt doordat de halfbroer van de chirurg 'Zeca' (Roberto Álamo) met carnaval in tijgerkostuum het huis binnendringt.

## Verwijzingen naar persoonlijke favorieten
Almodóvar verwerkt in de film veel persoonlijke favorieten, zoals bijvoorbeeld de beeldhouwwerken van Louise Bourgeois (die Vera ertoe brengen zelf te gaan beeldhouwen) en de boeken van Alice Munro. Daarnaast verwijst hij in de film naar andere films en verhalen. Het gemaskerde gelaat van Vera lijkt bijvoorbeeld sprekend op het met verband omwikkelde gezicht uit de Franse horrorfilm Les Yeux sans visage (1960) van Georges Franju, ook over een bezeten chirurg. Ledgard noemt de synthetische huid Gal, naar zijn eerste vrouw. Hiermee verwijst Almodóvar naar de mythe over Galatea, een beeldhouwwerk van Pygmalion, de beeldhouwer die verliefd werd op zijn eigen schepping.

## Verhaal
Robert Ledgard is een plastisch chirurg die met succes een kunsthuid op muizen kon aanbrengen welke bestendig is tegen vuur en insectenbeten. Tijdens een symposium geeft hij vertrouwelijk toe dat het experiment ook gelukt is op mensen. Omdat dit laatste illegaal is, wordt hem verboden het experiment verder te zetten.
Robert woont in een goed beveiligd huis waar hij tezamen met zijn huishoudster Marilia een jonge vrouw, Vera, gevangen houdt. Wanneer Robert op een dag niet thuis is, dringt bankovervaller Zeca het huis binnen. Hij blijkt een zoon te zijn van Marilia. Nadat Zeca op de beelden van de beveiligingscamera Vera ziet, herkent hij hier zijn overleden vriendin Gal in. Omdat Marilia een ontmoeting tussen Zeca en Vera weigert, bindt Zeca Marilia vast. Daarop verkracht hij Vera. Robert betrapt hen en schiet Zeca dood.
Terwijl Robert het lijk dumpt, verklaart Marilia aan Vera dat zij de moeder is van Robert en Zeca, maar dat beiden verschillende vaders hebben. Robert en Zeca wisten zelfs niet dat ze halfbroers waren. Meer nog: Robert weet niet dat Marilia zijn biologische moeder is. Marilia raakte zwanger van haar toenmalige werkgever. Omdat deze man en zijn vrouw geen kinderen konden krijgen, besloot Marilia om Robert ter adoptie af te staan. Zeca voedde ze wel zelf op, maar deze belandde al op zevenjarige leeftijd als koerier in het drugsmilieu. Toen Robert volwassen was, trouwde hij met Gal. Zeca ontmoette Gal en ze startten een affaire. Op een dag besloten ze om te vluchten. Daarbij kregen ze een auto-ongeval waarbij de huid van Gal volledig verbrandde. Ze overleefde dit, maar terwijl ze nog herstellende en volledig in wikkels zat, bracht Robert haar terug over. Robert besloot om haar op te sluiten in een donkere kamer zonder spiegels. Op een dag hoort Gal haar dochter Norma in de tuin zingen. Ze besluit om door het raam naar buiten te kijken, maar ziet daarbij de weerspiegeling van haar gelaat. Ze is zo verschrikt over haar uiterlijk dat ze uit het raam springt en sterft.
Terug in het heden brengt Robert de nacht door met Vera. Hij droomt daarbij over een waargebeurd feit. Enkele jaren eerder vond hij zijn dochter Norma tijdens een trouwfeest bewusteloos in de tuin. Norma, die aan psychoses lijdt, is er zeker van dat ze zonet door haar vader werd verkracht. Ze wordt opgenomen in een psychiatrische instelling waar ze zelfmoord pleegt door, net zoals haar moeder, uit het raam te springen.
Tegelijkertijd heeft Vera een gelijkaardige waargebeurde droom: Vicente, een jongen die in de kledingszaak van zijn moeder werkte, ontmoet op een trouwfeest een meisje, Norma genaamd. Onder de invloed van drugs tracht hij haar in de tuin te verleiden en wil hij gemeenschap met haar. Norma misinterpreteert zijn bedoelingen en bijt hem in de hand. Vicente slaat haar daarop bewusteloos en vlucht weg. Zij wordt even later gevonden door haar vader.
Na deze gebeurtenissen ging Robert op zoek naar de werkelijke dader en vindt uiteindelijk Vicente. Robert haalt hem over om een geslachtsoperatie te ondergaan. Over een periode van zes jaar transformeert hij Vicente naar het evenbeeld van zijn overleden vrouw Gal en noemt haar Vera. Vicente tracht er alles aan te doen om zichzelf geestelijk gezond te houden en niet te vergeten wie hij in werkelijkheid is. Vandaag de dag heeft Robert een relatie met Vera. Marilia is met deze relatie niet opgezet en wantrouwt Vera. 
Fulgencio, een collega van Robert, ontdekt dat een voormalige patiënt, Vicente, vermist is en start een onderzoek. Hij beschuldigt Robert ervan experimenten uit te voeren op Vicente. Echter, Vera beweert dat zij vrijwillig heeft meegewerkt en dat er Robert niets ten laste kan worden gelegd. 
's Nachts hebben Robert en Vera gemeenschap waarin ze verklaart de verkrachting van Zeca nog niet te hebben verwerkt. Niet veel later schiet ze Robert en Marilia dood. Hierdoor heeft ze zichzelf bevrijd. Ze gaat naar de boetiek van haar moeder. Ze vertelt aan haar ex-collega Cristina over de ontvoering, de verplichte geslachtsverandering en de moorden. Daarop komt zijn moeder binnen. Uiteindelijk zegt Vera tegen haar moeder: Ik ben het, Vicente.

## Rolverdeling
| Acteur           | Personage      | Opmerking              |
| ---------------- | -------------- | ---------------------- |
| Antonio Banderas | Robert Ledgard | een chirurg            |
| Blanca Suárez    | Norma Ledgard  | zijn dochter           |
| Marisa Paredes   | Marilia        | Roberts bediende       |
| Roberto Álamo    | Zeca           | haar zoon              |
| Jan Cornet       | Vicente        |                        |
| Elena Anaya      | Vera Cruz      |                        |
| Eduard Fernández | Fulgencio      | een collega van Robert |
| Bárbara          | Cristina       |                        |